# Napsólyom
A Napsólyom egy hajótípus a Babylon 5 sci-fi tévésorozatban.

## Jellemzők
A hajó eltörpül a legtöbb faj főhajói mellett. Ennek oka az anyaghiány. Mivel a Drazik kis területen élnek, és kevés a kolóniájuk, nem engedhetnek meg maguknak hatalmas hajókat. A hajó ebben a formában 2257 óta létezik, ekkor szerelték fel a rakétavetőket. Az első 2238-ban állt szolgálatba.
Mérete miatt a hajó nem képes ugrókaput nyitni.
Kis mérete ellenére jelentős tűzerőt képvisel. A plazmaágyúkat a kisebb hajók ellen használják, a részecskesugarat a nagyobbak ellen. Általában csapatokban támadnak, együtt még a nagyobb hajók ellen is sikeresen harcolnak. Csapatosan, ugrókaputól ugrókapuig mozogva járőröznek.

## Más fajok seregeiben
Ez a hajó nem csak a Drazi hadseregben található meg. Mivel olcsó, könnyű javítani, ráadásul fejlett technológiát képvisel (a Drazik megegyező fejlettségűek a Földön élő fajok fejlettségével, 400 éve járják az űrt) ez a hajó exportcikké is vált, előszeretettel veszik meg az űrbe csak a közelmúltban kilépő fajok. Legtöbbet a Pak'ma'rák vették. Pl. a „Kommunikációs csatornák” epizódban (4. évad 11. epizód) a megtámadott pak'ma'ra hajó egy Napsólyom.

## Használatban
A hajó ott volt a Fény seregének árnyak és vorlonok ellen vívott ütközeteiben. Több hajó együtt, koncentrált részecskesugárral el tudott pusztítani telepaták által lebénított árnyhajókat.
Amikor a kentauriak 2262-ben megtámadták a drazi és más Liga területeket, a napsólymok jelentős veszteségeket szenvedtek a kentauri Vorchanoktól. Ennek ellenére a drazi flotta harcképes maradt, és a napsólymok részt vettek a Centauri prime, a kentauri óhaza bombázásában.